# Кучинская, Юлия Владимировна
Юлия Владимировна Кучинская (род. 3 февраля 1982 года, Целиноград, Казахская ССР, СССР) — казахстанский политический деятель, социолог. Депутат Мажилиса Парламента Казахстана VII—VIII созывов.

## Биография
В 2004 году окончила Евразийский национальный университет им. Л. Н. Гумилёва (институт международных отношений), в 2007 году — Казахский гуманитарно-юридический университет (специальность социолог). Кандидат социологических наук.
Трудовую деятельность начала в 2002 менеджером проектов в ПИ ЗАО «Институт сравнительных социальных исследований „ЦЕССИ-Казахстан“».
2004—2009 гг. — руководитель отдела социологических исследований, ТОО «Институт сравнительных социальных исследований „ЦЕССИ-Казахстан“».
2009—2010 гг. — заместитель директора ОО «Ассоциация социологов Казахстана».
2011—2016 гг. — и. о. доцента кафедры социологии Евразийского национального университета им. Л. Н. Гумилёва.
2016 г. — директор ТОО «Научно-исследовательский центр „Молодёжь“».
С 2016 по 2021 годы работала в структурах партии «Нур Отан»:
- июнь 2016 — январь 2018 — директор ЧУ «Центр политического анализа и стратегических исследований партии „Нұр Отан“»;
- январь 2018 — май 2018 — директор ЧУ «Институт анализа, прогнозирования и стратегических инициатив партии „Нұр Отан“»;
- май 2018 — сентябрь 2018 — первый заместитель директора — руководитель Центра стратегических инициатив ЧУ «Институт стратегических инициатив партии „Нұр Отан“»;
- сентябрь 2018 — сентябрь 2019 — заместитель директора ЧУ «Институт общественной политики партии „Nur Otan“»;
- сентябрь 2019 — директор Департамента планирования и мониторинга Центрального аппарата партии «Nur Otan»;
- сентябрь 2019 − январь 2021 — директор ЧУ «Институт общественной политики партии „Nur Otan“».

С января 2021 года по 19 января 2023 года — депутат мажилиса парламента Казахстана VII созыва по списку партии «Нур Отан» (1 марта 2022 года переименована в партию «Аманат»).
С 29 марта 2023 года — депутат Мажилиса Парламента Республики Казахстан VIII созыва по партийному списку партии «Аманат».

## Награды
- Медаль «За трудовое отличие» (Казахстан).
- Почётная грамота Совета Межпарламентской Ассамблеи государств — участников Содружества Независимых Государств (16 ноября 2023 года, Межпарламентская ассамблея СНГ) — за активное участие в деятельности Межпарламентской Ассамблеи и её органов, вклад в укрепление дружбы между народами государств — участников Содружества Независимых Государств[3].